# Правителство на Народна република Македония (1)
Първото правителство на Социалистическа република Македония е избрано на 16 април 1945 година. Мандатът му продължава една година, до 18 април 1946 година. Съставът на правителството при назначаването му е следният:
- Лазар Колишевски – председател
- Люпчо Арсов – заместник-председател и министър на финансите
- Абдураим Мехмед (Абдурахман Мехмедов) – втори заместник-председател
- Кирил Петрушев – министър на вътрешните работи
- Никола Минчев – министър на просветата
- Павел Шатев – министър на правосъдието
- Страхил Гигов – министър на индустрията и рударството
- Тодор Ношпал – министър на търговията и снабдяването
- Богоя Фотев – министър на земеделието и горите
- Вукашин Попадич – министър на народното здраве
- Неджат Аголи – министър на социалната политика
- Георги Василев – министър на строежите

## Промени от 11 февруари 1946
На 11 февруари 1946 година в правителството са извършени редица промени.
- Люпчо Арсов остава заместник-председател, но вместо министър на финансите е назначен за председател на Контролната комисия при Народното събрание на СРМ.
- Никола Минчев, освен министър на просветата, започва да изпълнява длъжността министър на финансите.
- Цветко Узуновски става министър на вътрешните работи на мястото на Кирил Петрушев.
- Кирил Петрушев, става министър на строежите.
- Георги Василев, вместо министър на строежите става министър на индустрията и рударство на мястото на извадения от правителството Страхил Гигов.